# Municipio de Chalco
El municipio de Chalco es uno de los 125 municipios en que se encuentra dividido el estado de México, localizado en el oriente del estado y parte de la Zona Metropolitana del Valle de México. Su cabecera es la ciudad de Chalco de Díaz Covarrubias.

## Geografía
El municipio de Chalco se encuentra localizado en el sector oriente del Estado de México, es decir, el ubicado entre la Ciudad de México y el estado de Puebla, forma parte por tanto del Valle de México y se extiende hasta las primeras elevaciones de la Sierra Nevada, que divide al Valle de México del Valle de Puebla-Tlaxcala y en el que destacan las cumbres nevadas de los volcanes Iztaccíhuatl (5268 m s. n. m.) y el Popocatépetl (5452 m s. n. m.).
La extensión territorial del municipio es de 234.89087672 kilómetros cuadrados, siendo sus coordenadas extremas 19°9′ - 19°20′ de latitud norte y 99°41′ - 99°58′ de longitud oeste, su altitud fluctúa de los 2500 metros sobre el nivel del mar en el valle hasta alcanzar una máxima de 3400 metros en las montañas del este del municipio. Limita al norte y al este con el municipio de Ixtapaluca, al sureste con el municipio de Tlalmanalco, al sur con los municipios de Cocotitlán y Temamatla, al suroeste con el municipio de Juchitepec y el noroeste con el municipio de Valle de Chalco Solidaridad; al oeste limita con la Ciudad de México, en particular con las Demarcaciones Territoriales Tláhuac y Milpa Alta.

### Orografía

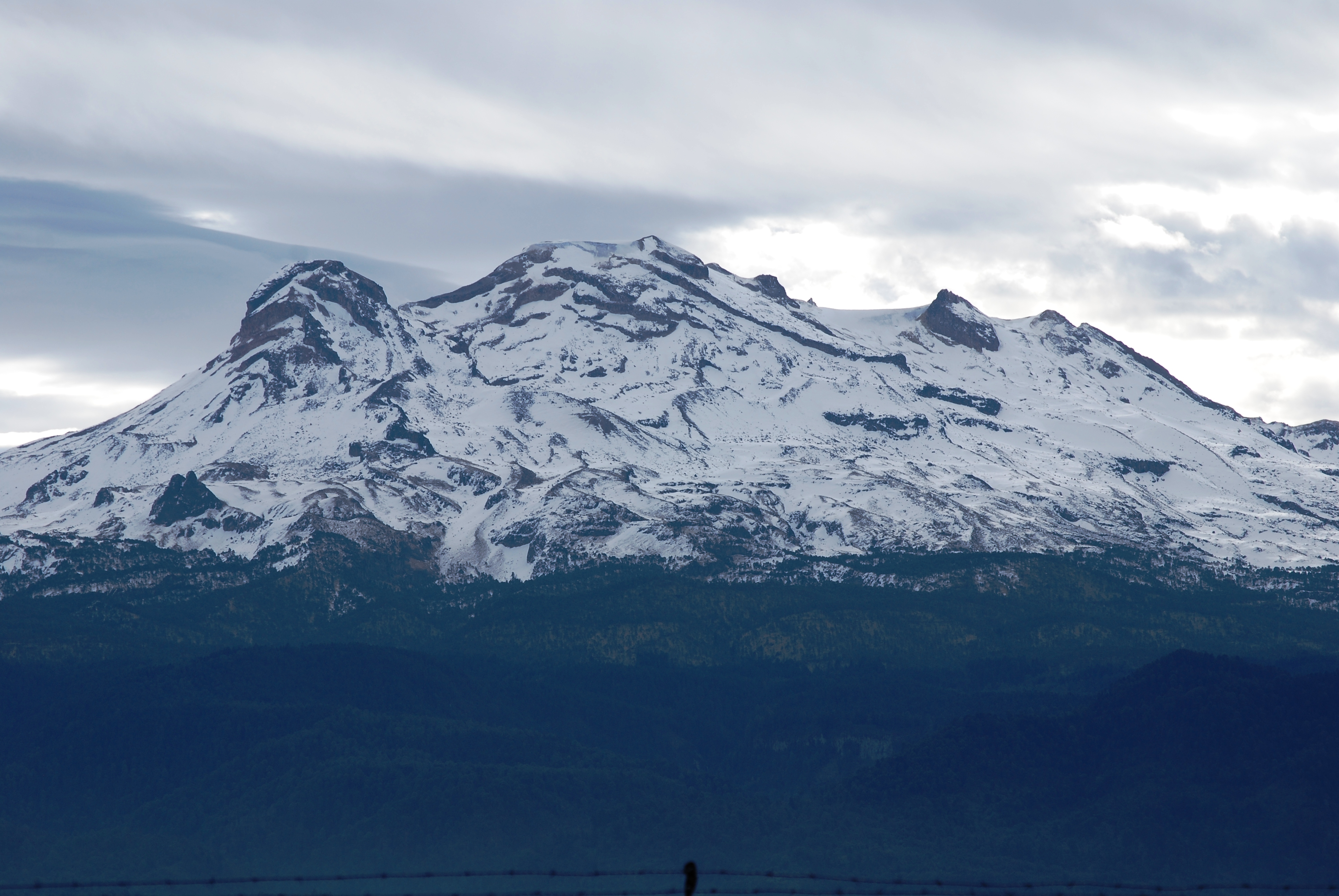
El volcán Iztaccíhuatl visto desde Chalco.

El territorio municipal de Chalco se encuentra asentado en la transición entre el Valle de México, antiguo vaso lacustre desecado, y las grandes elevaciones de la Sierra Nevada, en consecuencia la diferencia de altitud entre los terrenos del municipio es significativa, ocupando el valle con una altitud de 2 500 metros sobre el nivel del mar los sectores centro, este y noroeste del territorio, siendo en esta zona, al extremo noroeste, donde se encontraba el antiguo Lago de Chalco, aunque la práctica totalidad de su antiguo vaso quedó fuera del municipio al ser creado el de Valle de Chalco de Solidaridad; las elevaciones principales del territorio se dan en el este y en el extremo sur, al oeste la elevación alcanza los 3400 metros sobre el nivel del mar en el cerro La Teja, la mayor elevación del municipio y que constituye las estribaciones del volcán Iztaccíhuatl, ubicado en el vecino municipio de Tlalmanalco y que alcanza los 5220 metros sobre el nivel del mar, al extremo sur la elevación del terreno alcanza 2900 metros de altitud en el Cerro Ayaquémetl.
Fisiográficamente, la totalidad del municipio forma parte de la Provincia fisiográfica X Eje Neovolcánico y de la Subprovincia fisiográfica 57 Lagos y Volcanes de Anáhuac.

### Hidrografía

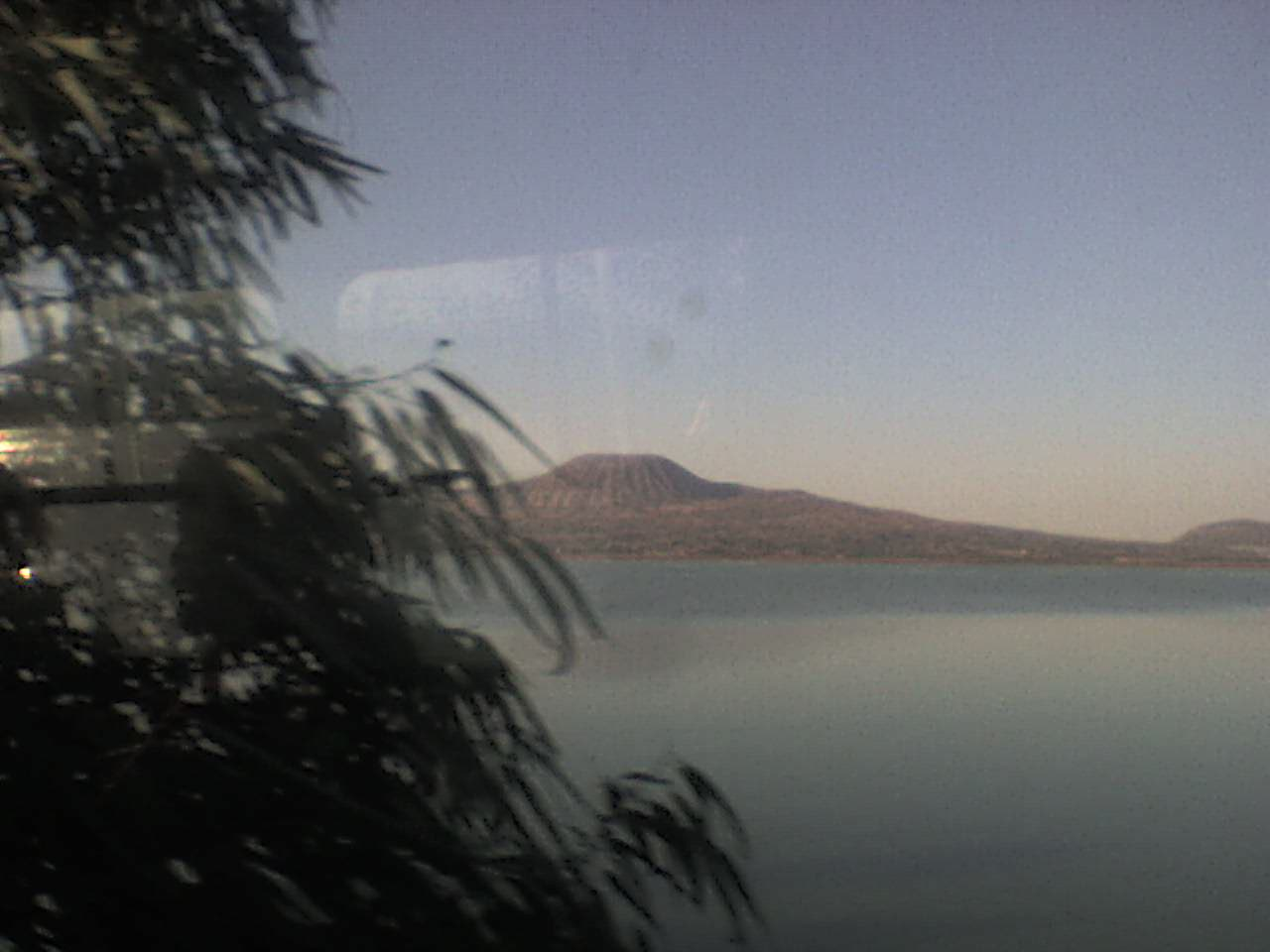
Los humedales de Tláhuac.

La hidrografía de Chalco se veía dominada por su lago, que completamente desecado a principios del siglo XX para obtener tierras explotables para la agricultura conllevó un grave desastre ecologíco, pues al ser agotadas las tierras el antiguo vaso se convirtió en una extensión yerma del que desaparecieron prácticamente la totalidad de las antiguas especies vegetales y animales y en la que a partir de la década de 1970 ante el crecimiento explosivo de la población migrante hacia la Ciudad de México empezaron a crecer los asentamientos irregulares que finalmente formaría el municipio de Valle de Chalco, posteriores esfuerzos para el rescate del vaso del antiguo lago y la recuperación de sus especies han dado como resultado que en la actualidad pueda verse recuperada una pequeña extensión denominada Humedales de Tláhuac que se dividen entre esa Demarcación Territorial de la Ciudad de México y el municipio de Valle de Chalco; a la fecha todas las corrientes superficiales del municipio de Chalco son intermitentes y de carácter estacional, descienden desde la Sierra Nevada hacia el valle y deberían de desaguar en los humedales de Tláhuac, pero han sido entubados y desviados y la mayoría desagua en el Canal de la Compañía que corre paralelo a la Autopista México-Puebla en los límites con el municipio de Ixtapaluca; las principales de estas corrientes son el arroyo Santo Domingo, el arroyo Cedral (La Presa), el arroyo Telolo, el arroyo Cajones y el arroyo Palo Hueco.
Hidrologícamente el territorio de Chalco pertenece íntegramente a la Región hidrológica Pánuco y a la Cuenca del río Moctezuma.

### Clima y ecosistemas

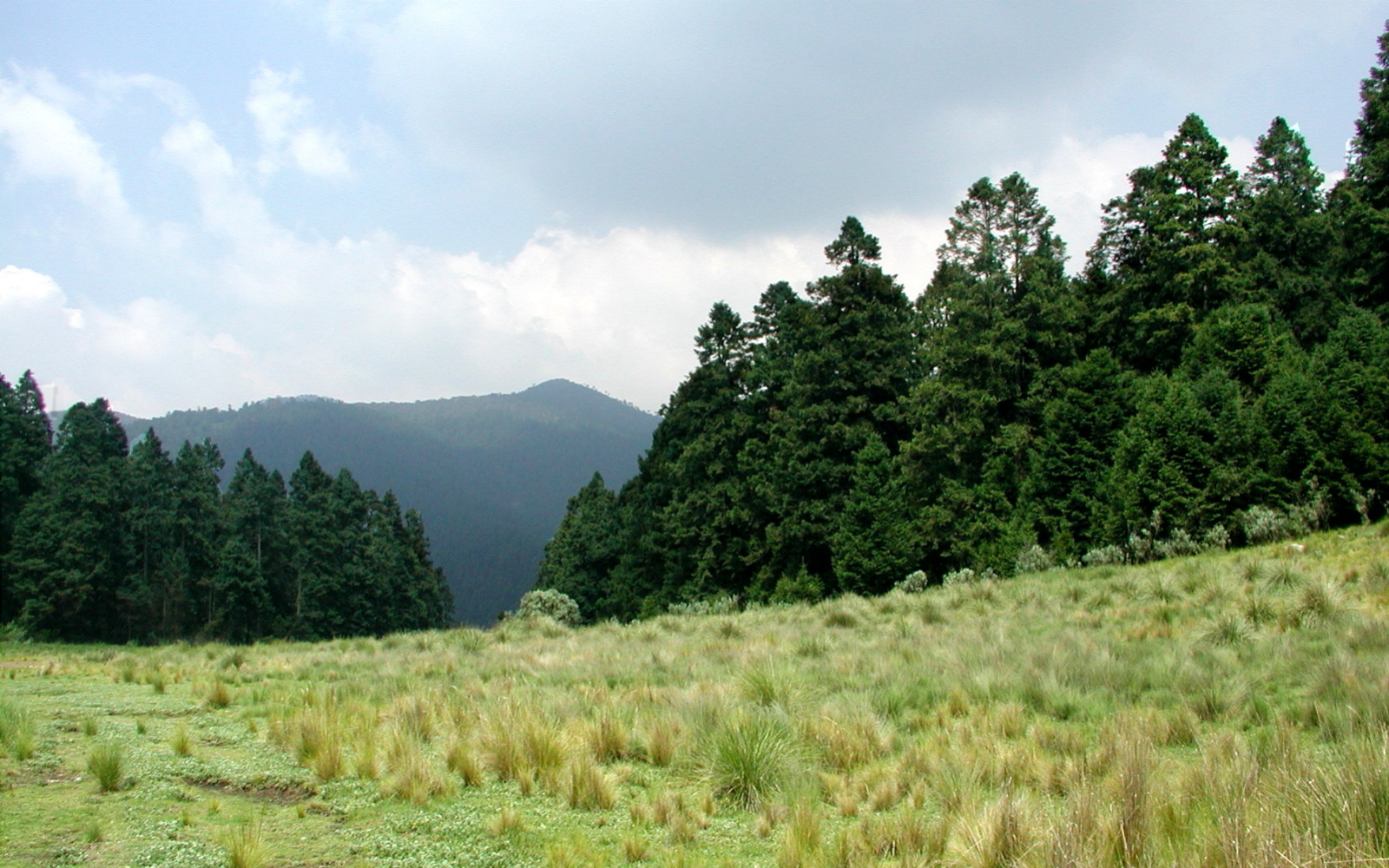
Pastizal y bosque como los situados en el municipio de Chalco.

En el territorio del municipio de Chalco se registran cuatro diferentes tipos de clima, que junto con la temperatura promedio y la pluviosidad, están determinandos fundamentalmente por la altitud; el primero, registrado en el noroeste del municipio junto a lo que fueron la antigua orilla del lago, es clima Templado subhúmedo con lluvias en verano, de menor humedad, un gran sector del centro y suroeste del municipio en la zona de transición entre el valle y las montañas registra un segundo tipo de clima, Templado subhúmedo con lluvias en verano, de humedad media, el extremo suroeste y un primer sector del este cubierto por montañas tienen clima Templado subhúmedo con lluvias en verano, de mayor humedad y finalmente el sector más al este donde las montañas son más elevadas registra clima Semifrío subhúmedo con lluvias en verano, de mayor humedad; la temperatura media anual registrada en la zona del valle fluctúa entre 14 y 16 °C, las zonas elevadas del extremo suroeste y este continúan en una zona de 12 a 14 °C y elevándose hacia el este de 10 a 12 °C y de 8 a 10 °C; finalmente, siguiendo el mismo patrón anteriormente descrito la precipitación total anual inicia en el noroeste siendo de 600 a 700 mm, continuando en el valle de 700 a 800 mm y elevándose hacia el este de 800 a 1 000 mm y finalmente de 1 000 a 1 200 mm en la zona más elevada del extremo este del territorio municipal.
Todo el territorio de Chalco situado en el valle se dedica fundamentalmente a la agricultura en diversos grados, aunque originariamente estuvo formato por pastizales que en la actualidad se ven reducidos a las primeras ondulaciones montañosas en el sur y este del territorio, al elevarse en las montañas están se encuentra cubiertos por bosques donde las principales especes vegetales son pinos, ciprés, ocote, cedro, encino, sauce, jacaranda, alcanfor, trueno y colorín; así mismo, la fauna existente en el municipio es de conejos de monte, ardillas, comadrejas, zorrillos, lagartijas, culebras, víboras de cascabel, ratones y ratas de campo, liebres, coyotes, algunos depredadores como la aguililla, gavilanes y zopilotes.
Chalco fue reconocido a nivel nacional por su extensa elaboración de quesos los cuales eran repartidos en toda la república mexicana, ya que una parte considerable de la población se dedicaba a la cría de ganado, elaboración de leche y en consecuencia su extensa variedad de quesos.
Chalco también se ve afectada en la calidad del aire, pues investigaciones realizadas por el director de Monitoreo atmosférico informó que el municipio más contaminado es Coacalco seguido de Ecatepec y Chalco, esto se debe a contaminantes que existen en el aire que suelen ser causadas por el smog , quema de basura, entre otros. Como consecuencia de esta problemática se contraen enfermedades respiratorias que comúnmente conocemos como tos y resfriado.

### Cronistas Municipales de Chalco
| Cronista Municipal de Chalco                                                   | Periodo             | Sociedad a la que pertenecen                                 | Consejo de la Crónica Municipal de Chalco |
| ------------------------------------------------------------------------------ | ------------------- | ------------------------------------------------------------ | ----------------------------------------- |
| Primera Cronista Municipal Antropóloga Oralia Alemán Reyes                     | 1999- 2019          | AMECROM - Asociación Mexiquense de Cronistas Municipales     | No existe registro                        |
| Segundo Cronista Municipal Arqueólogo Jaime René Noyola Rocha                  | 2019- 2021          | AMECROM - Asociación Mexiquense de Cronistas Municipales     | No existe registro                        |
| Tercer Cronista Municipal Licenciado en Filosofía Héctor Josué Fragoso Ramírez | 2022 - EN FUNCIONES | SOCROMEX- Sociedad de Cronistas Municipales Estado de México | En Convocatoria                           |

El cronista municipal es reconocido por el H. Ayuntamiento municipal en una acta de cabildo y nombramiento en el periodo existente y es el encargado de llevar el registro escrito del acontecer histórico local, que preserve y fomente la identidad de los pobladores con su municipio y con el Estado y que supervise el archivo de los documentos históricos municipales, cada cronista municipal tiene la obligación de tener un Consejo de la Crónica municipal.

## Demografía
| Gráfica de evolución demográfica de Municipio de Chalco entre 1980 y 2010 |
|                                                                           |
| Fuente: Instituto Nacional de Estadística y Geografía.                    |

De acuerdo al Censo de Población y Vivienda de 2020 realizado por el Instituto Nacional de Estadística y Geografía la población total del municipio de Chalco es de 400 057 habitantes. 
Según el censo de 1990, la población del municipio era de 282 940 habitantes, en los cuales estaban aún incluidos aquellos que a partir de 1994 pasaron a formar parte del nuevo municipio de Valle de Chalco Solidaridad, por lo que en 1995 la población disminuyó a 175 521 habitantes y de esa fecha continuó su crecimiento hasta alcanzar 310 130 en el censo de 2010, siendo uno de los municipios con mayor tasa de crecimiento poblacional del país.

### Localidades
El municipio de Chalco tiene una totalidad de 79 localidades, las principales y su población en 2010 son las siguientes:

Mapa de las principales localidades.

| Localidad                    | Población |
| Total Municipio              | 310 130   |
| Chalco de Díaz Covarrubias   | 168 720   |
| San Martín Cuautlalpan       | 23 501    |
| San Mateo Huitzilzingo       | 15 389    |
| San Gregorio Cuautzingo      | 13 138    |
| Santa María Huexoculco       | 12 456    |
| San Marcos Huixtoco          | 12 229    |
| San Juan y San Pedro Tezompa | 11 819    |
| San Pablo Atlazalpan         | 11 236    |
| Santa Catarina Ayotzingo     | 10 702    |
| San Mateo Tezoquiapan        | 9 904     |
| La Candelaria Tlapala        | 5 506     |
| San Lucas Amalinalco         | 3 626     |

### Patrimonio Arquitectónico
- Parroquia Santiago Apóstol

Su uso fue como parroquia y convento, y actualmente sigue siendo usada como parroquia, fue construida en los siglos XVI al XVIII.
Datos históricos: Del convento erigido en 1585, sólo se conserva una parte de la portería y el claustro que fue reconstruido. Sobre el Templo primitivo se erigió en 1650 un edificio fiscal y en 1780 terminó la portada. El convento y la iglesia fueron construidos originalmente en dimensiones modestas. Se hallaban cerca de los muelles del lago y fueron construidos en 1585.
Esta iglesia fue dedicada por los evangelizadores franciscanos en 1585 y se restauró en 1780.
Bibliografía: (Kubler, 1980; 560) (Ciudad Real, 1976;1)
- Templo de San Pablo

Su uso ha sido siempre de templo, fue construido en el siglo XVIII (marzo de 1865) y se restauró en el interior en 1982.
- Panteón de la Candelaria

Siempre ha sido utilizado como panteón desde su construcción en el siglo XVII.

## Centro Cultural Regional "Chimalpahin"

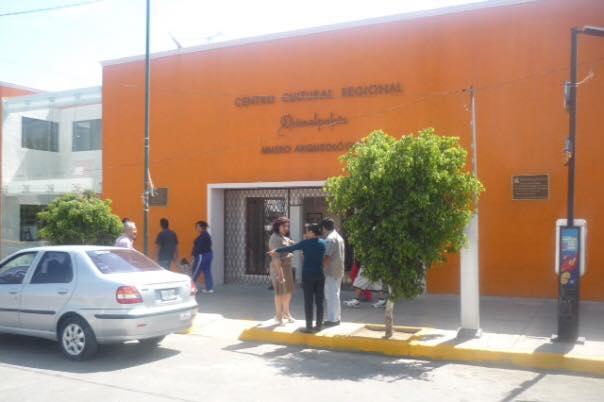
Vista externa del centro

Este casa cultural, que se encuentra en el centro histórico de la cabecera municipal, debe su nombre a Domingo Francisco Chimalpahin Quauhtlehuanitzin, un noble Chalca e historiador de la región que vivió en el siglo XVI. El espacio, inaugurado en 1978 y catalogado como patrimonio cultural del Estado de México, es el tercer centro cultural más grande de la zona oriente de dicha entidad.

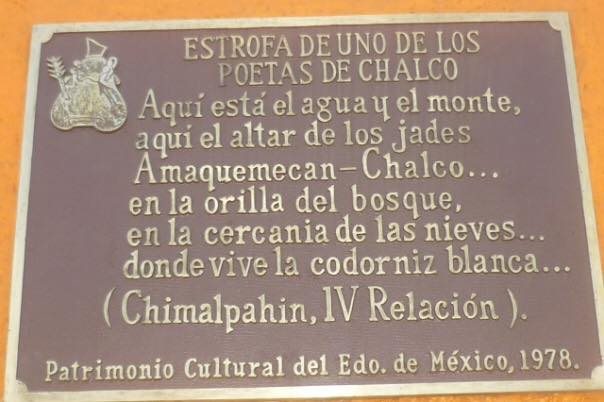
Placa de inauguración

En un principio, el centro albergaba un museo regional, junto con algunos talleres culturales. Actualmente, ofrece talleres de danza, cartonería, música, y cursos de capacitación para artesanos; a este respecto, se cuenta con el padrón de artesanos más grande del Estado de México, por lo que el municipio es considerado como la "Capital de la Cultura y las Artes".
Originalmente instalado en una pequeña casa, con el paso del tiempo dicho espacio resultó insuficiente para los talleres que albergara dicho recinto. Por esta razón, el centro cultural fue totalmente restaurado, haciéndose entrega formal del inmueble renovado el 10 de abril de 2014.
Los talleres ofrecidos actualmente en el Centro Chimalpahin son:
- Regional Infantil avanzado
- Danza clásica (inicial de 4 a 7 años, inicial de 8 a 11 años, y avanzada de 12 años en adelante)
- Danza Regional Juvenil (inicial y avanzado)
- Guitarra (principiante, intermedio y avanzado)
- Dibujo y Pintura (infantil y juvenil)
- Cartonería (papel maché)
- Teatro
- Introducción a la Fotografía

Aunado a lo anterior, el centro también ofrece cursos de educación y regularización para adultos mayores, contando con una Plaza Comunitaria del Instituto Nacional para la Educación de los Adultos (INEA).
Centro Regional de Cultura Lic. Isidro Fabela 
El museo contiene fotografías de la vida de Isidro Fabela así como algunos documentos históricos y reconocimientos, es una pequeña colección de objetos personales.
Dentro de este espacio también se pueden encontrar dibujos, pinturas y algunos otros objetos de arte, como una colección de acuarelas realizadas por el pintor J. Vicente Montiel, fechadas en 1856. 

## Política

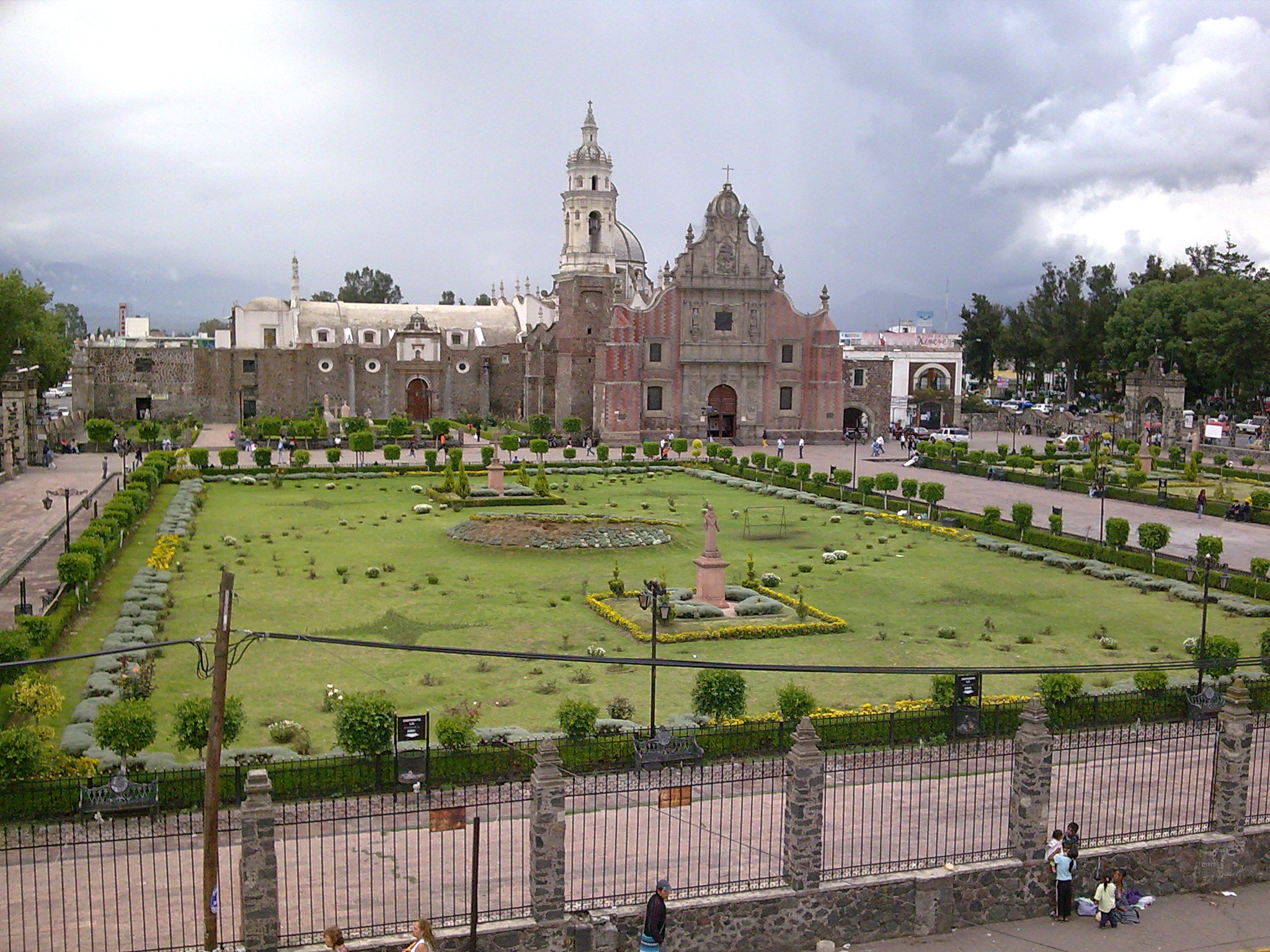
La cabecera municipal, Chalco de Díaz Covarrubias

El municipio de Chalco ha sufrido varias modificaciones territoriales, el 16 de abril de 1875 fue segregado de su territorio el nuevo municipio de San Gregorio Cuautzingo, que existió hasta ser suprimido según decreto del 7 de septiembre de 1894 incorporándose su territorio de nuevo al municipio de Chalco con la excepción de la población de Río Frío, que fue incorparada al Municipio de Tlalmanalco; el 9 de noviembre de 1994 el Congreso del Estado de México emitió el Decreto n.º 50, mediante el cual se segregaba del municipio de Chalco el vaso desecado del antiguo Lago de Chalco y donde durante la década de 1980 había crecido en asentamientos irregulares la cabecera municipal y se constituía en el nuevo municipio de Valle de Chalco Solidaridad.
El gobierno del municipio le corresponde al Ayuntamiento, que está conformado por el presidente municipal, un Síndico y un cabildo integrado por 13 regidores, 7 electos por mayoría y 6 por el principio de representación proporcional, el Ayuntamiento permanece en su cargo por un periodo de tres años no reelegibles para el periodo subsiguiente, pero si de manera no consecutiva, el periodo gubernamental inicia el día 18 de agosto del año de la elección.

### Representación legislativa
Para la división territorial es distritos electorales donde son electos los diputados locales y federales, el municipio de Chalco se encuentra dividido de la siguiente manera:
Local:
- XXVII Distrito Electoral Local del Estado de México con cabecera en Chalco de Díaz Covarrubias.[24]

Federal:
- Distrito electoral federal 12 del estado de México con cabecera en Ixtapaluca.
- Distrito electoral federal 33 del estado de México con cabecera en Chalco de Díaz Covarrubias.

### Presidentes municipales
| - (1960 - 1963): José Carbajal García - (1964-1966) Abundio Pérez Martínez - (1966 - 1969): Bernardo Aragón Sánchez - (1969 - 1971): Héctor Ximénez González - (1972): Hugo Barrera Paredes - (1972): Héctor Ximénez González - (1972 - 1975): Salomón Mondragón Gutiérrez - (1975 - 1978): Santos Meza Garcés - (1978 - 1981): Felipe Medina Santos - (1981): Adriel Horteales Maqueda - (1981 - 1984): Cliserio Hernández Ponce - (1984 - 1987): José Gerardo de la Riva Pinal - (1987 - 1990): Javier Segismundo Téllez Sanz | - (1990 - 1993): Marco Antonio Tapia Sánchez - (1993 - 1994): Felipe Medina Santos - (1994 - 1996): Gonzalo Hernández Moreno - (1996 - 2000): Martha Patricia Rivera Pérez - (2000 - 2002): Eulalio Esparza Nieto - (2002 - 2003): José Gerardo de la Riva Pinal - (2003 - 2005): Jaime Espejel Lazcano - (2006 - 2008): Vicente Onofre Vázquez - (2009 - 2011): Juan Manuel Carbajal Hernández - (2012): Esteban Hernández Cureño - (2012 - 2015): Francisco Osorno Soberón - (2016 - 2018): Juan Manuel Carbajal Hernández - (2019 - 2021): José Miguel Gutiérrez Morales - (2022 - 2024): José Miguel Gutiérrez Morales |